# Westmark (Schiff, 1924)
Die Westmark war ein Minenschiff der Kriegsmarine im Zweiten Weltkrieg. Das ursprünglich Panigaglia benamte Schiff war ein 1923 gebauter Minen- und Munitionstransporter sowie Hilfsminenleger der Regia Marina. Im September 1943 übernahm die Kriegsmarine das Schiff und stellte es unter dem Namen Westmark als Minenschiff in Dienst. Im April 1945 versenkte die Mannschaft das Schiff. Es wurde gehoben und sank 1947 endgültig. Benannt war das Schiff nach dem Gau Westmark.

## Bau und technische Daten
Die Panigaglia wurde 1923 als Typschiff der drei Einheiten der Panigaglia-Klasse wie ihre Schwesterschiffe Vallelunga und Buffoluto bei Ansaldo San Giorgio del Muggiano in La Spezia auf Kiel gelegt. Der Stapellauf erfolgte am 10. Juli 1923, die Abgabe an die Regia Marina im Dezember 1924. Der Name des Schiffes – wie die der Schwesterschiffe – ging auf eines der großen Munitionsdepots der Marine zurück.
Ihre Länge betrug 56,24 Meter, sie war 9,00 Meter breit und hatte einen Tiefgang von 3,00 Metern. Die Konstruktionsverdrängung betrug 916 Tonnen Standard und 1071 Tonnen maximal. Der Antrieb bestand aus zwei stehenden Dreizylinder-Verbunddampfmaschinen mit dreifacher Dampfdehnung und zwei Thornycroft-Wasserrohrkesseln, die 1400 PS erzielten und auf zwei Schrauben wirkten. Damit erreichte sie eine Geschwindigkeit von 11,0 Knoten und hatte eine Reichweite von 960 Meilen. Neben einer Kapazität von 30 bis 53 Minen trug das Schiff als Bewaffnung zwei 10,0-cm-L/47-Geschütze und ein Maschinengewehr. Die Besatzung bestand aus 3 Offizieren und 61 Mannschaften.

## Munitionstransporter und HilfsminenlegerPanigagliader Regia Marina
Ihre Aufgabe war der Transport von Munition und Seeminen von den Marinedepots zu den Häfen und Schiffen zu transportieren, die diese benötigten. Zu diesen Routineaufgaben in Friedenszeiten liegen keine weiteren Angaben vor.
Zum Zeitpunkt des italienischen Eintritts in den Zweiten Weltkrieg am 10. Juni 1940 wurde die Panigaglia bereits als Hilfsminenleger geführt und lag mit ihren beiden Schwesterschiffen in Neapel. Beim Legen der Defensiv-Sperren zum Kriegseintritt Italiens im Juni 1940 wird jedoch nur die Buffoluto eingesetzt.
Spärlich bleiben auch die Informationen über weitere Einsätze. Bekannt ist lediglich ein Einsatz im Juni 1941 in Griechenland. Mitte Juni 1941 brachte die Panigaglia Anti-Torpedo-Netze nach Griechenland. Diese sollten an die beiden Enden des Kanals von Korinth und in die Zufahrt von Patras gelegt werden, um die dort be- und entladenden Tanker vor U-Booten zu schützen. In Griechenland stellte die italienische Marine das Schiff Ende Juli 1941 der Kriegsmarine zur Verfügung, die das Schiff als Netzleger in der neu gegründeten Netzsperrflottille Süd nutzte. Bereits am 3. August 1941 legte die Panigaglia zusammen mit den Motorseglern Margherita und San Giuseppe die erste Netzsperre auf Lemnos und anschließend weitere insbesondere auf Kreta. Im August 1942 gab die Kriegsmarine das Schiff auf Anforderung der italienischen Marine wieder zurück.
Die nächsten Hinweise beziehen sich erst auf den Zeitraum nach der italienischen Kapitulation am 8. September 1943.

## MinenschiffWestmarkder Deutschen Kriegsmarine
Noch am 8. September 1943 fiel das Schiff in La Spezia der Wehrmacht in die Hand. Im Oktober sank das Schiff nach Bombentreffern in der Bucht von La Spezia und wurde vom 11. Januar bis 20. April 1944 wieder gehoben. Erst im September 1944 stellte die Kriegsmarine das Schiff als Minenschiff unter dem Namen Westmark in Dienst. Besetzt wurde das Schiff mit der Mannschaft und dem Kommandanten Kapitänleutnant H. Luckey, des zuvor im Hafen von Genua gesunkenen Minenschiffes Dietrich von Bern.
In der Folgezeit führte die Westmark Sperrunternehmen südlich von La Spezia und im Golf von Neapel durch. Im November/Dezember 1944 wurde die Mannschaft des Schiffes an Land gegen Partisanen eingesetzt. Bei Kriegsende versenkte die Mannschaft am 19. April 1945 das in La Spezia liegende Schiff selbst. 1946 wurde das Schiff gehoben und repariert. Schon 1947 sank es nach einer Explosion endgültig.